# Rhinella kuka
Rhinella kuka — вид жаб родини ропухових (Bufonidae). Описаний у 2023 році.

## Назва
Видовий епітет kuka — це кечуанське слово для позначення рослини коки (Erythroxylum coca). Це стосується того факту, що відоме поширення цього виду в основному еквівалентне основному ареалу плантацій коки в Болівії.

## Поширення
Ендемік Болівії. Мешкає у тропічних лісах екорегіону Юнга.

## Опис
Відносно велика жаба. Тіло завдовжки 62,8 мм у дорослого самця, 66,0–72,1 мм у дорослих самиць.